# Hasegawa Taichi (1982)
Taichi Hasegawa (sinh ngày 25 tháng 5 năm 1982) là một cầu thủ bóng đá người Nhật Bản.

## Sự nghiệp câu lạc bộ
Taichi Hasegawa đã từng chơi cho Oita Trinita.